# Ophelia (canción de The Band)
«Ophelia» es una canción del grupo norteamericano The Band, publicada en el álbum de estudio Northern Lights - Southern Cross por Capitol Records. La canción fue publicada como primer y único sencillo promocional del álbum en Estados Unidos, con «Hobo Jungle» como cara B.
La canción, en la que Levon Helm fue el principal vocalista, contó con un estilo cercano al sonido de Nueva Orleans, reminiscente de la canción «Life is a Carnival», debido a la introducción de una sección de vientos arreglada por Garth Hudson. Supuso el último sencillo del grupo en entrar en la lista Billboard Hot 100, donde alcanzó el puesto 62. Robertson comentó sobre «Ophelia»: «Es una canción que podría haber sido escrita en la década de 1930. Creo que era directa al corazón de The Band. Me gustaba cuando podía componer música que ignorara completamente el tiempo».
Fue una de las tres canciones de Northern Lights-Southern Cross interpretadas en The Last Waltz junto a «It Makes No Difference» y «Acadian Driftwood». Una versión en directo de «Ophelia» que contó con la colaboración de Budy Miller, John Hiatt, Sheryl Crow, George Receli, Sam Bush y Billy Bob Thornton, fue incluida en el álbum en directo Ramble at the Ryman (2011), grabado en el Ryman Auditorium de Nashville el 17 de septiembre de 2008.

## Personal
- Rick Danko: bajo
- Levon Helm: batería y voz
- Garth Hudson: sintetizador y sección de vientos
- Richard Manuel: piano y coros
- Robbie Robertson: guitarra

## Posición en listas
| Año  | Sencillo                | Lista             | Posición |
| ---- | ----------------------- | ----------------- | -------- |
| 1976 | «Ophelia»/«Hobo Jungle» | Billboard Hot 100 | 62       |